# Tjysts
Tjysts (belarusiska: Чысць) är ett samhälle i Belarus. Den ligger i Maladzetjna rajon i Minsks voblast, i den norra delen av landet, 50 km nordväst om huvudstaden Minsk. Tjysts ligger 187 meter över havet och antalet invånare är 5 300.

## Natur och klimat
Terrängen runt Tjysts är platt. Närmaste större samhälle är Maladzetjna, 17,2 km väster om Tjysts.
Omgivningarna runt Tjysts är en mosaik av jordbruksmark och naturlig växtlighet. Runt Tjysts är det ganska tätbefolkat, med 104 invånare per kvadratkilometer.